# Thekla von Gumpert
Thekla Charlotte von Gumpert (nombre de casada Thekla von Schober ; nacida el 28 de junio de 1810 en Kalisch ; fallecida el 1 de abril de 1897 en Dresde ) fue una escritora alemana para niños y jóvenes.

## Biografía
A través del Consejo de Legación de Weimar y el poeta Franz von Schober, su futuro esposo, con quien se casó en 1856 a la edad de 46 años y de quien se separó en 1860, encontró el coraje de combinar sus habilidades educativas y la escritura, comenzando el camino como escritora juvenil. Su primer trabajo El pequeño padre y el nieto tuvo un gran éxito. Durante las siguientes décadas, se convirtió en una de las escritoras juveniles e infantiles más leídas y conocidas de su tiempo.
Viajó a Inglaterra y por toda Alemania, para conocer las instituciones educativas. Sin embargo, la idea de fundar una institución educativa propia, nunca se concretó. Se mantuvo en contacto con el "padre" de los jardines de infancia Friedrich Froebel y propagó su método en su libro Fúr Deutsche Frauen . Sin embargo, cuando Froebel cayó en desgracia, acusado por el gobierno prusiano de difundir en los jardines de infancia ideales socialistas, liberales y ateos, se distanció de él, se negó a trabajar en su revista y solo se describió a sí misma como su admiradora y no como una estudiante.
Su compromiso social fue inconfundible. Los beneficios de varios de sus libros fueron donados a varias organizaciones benéficas, como el Refugio para Niños de Berlín, la Asociación de Jornaleros, los Discapacitados del ejército sajón y los Discapacitados del ejército prusiano.
Murió el 1 de abril de 1897 a la edad de 86 años en Dresde y fue enterrada en el antiguo cementerio Annenfriedhof.